# 카다이으프 돌마
카다이으프 돌마(튀르키예어: kadayıf dolması 카다이으프 돌마스[*]), 카다이프(불가리아어·마케도니아어: кадаиф), 카다이피(그리스어: κανταΐφι) 또는 카타이피(그리스어: καταΐφι)는 튀르키예, 불가리아, 마케도니아 그리스 등에 먹는 후식으로, 실타래처럼 생긴 얇은 국수인 카다이으프에 달콤한 소를 넣어 말아 튀겨 만든다.

## 사진 갤러리

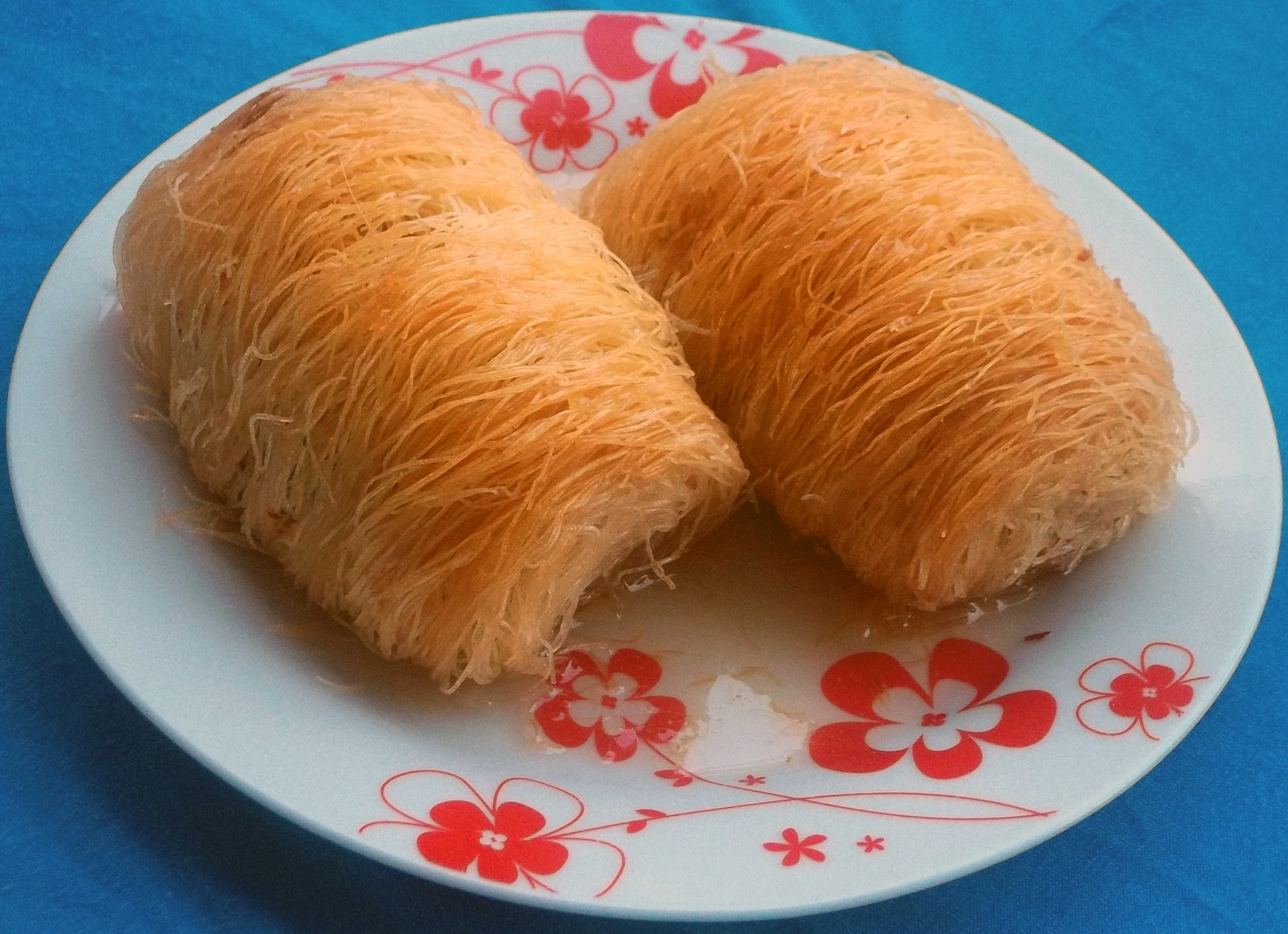
그리스식 카다이피
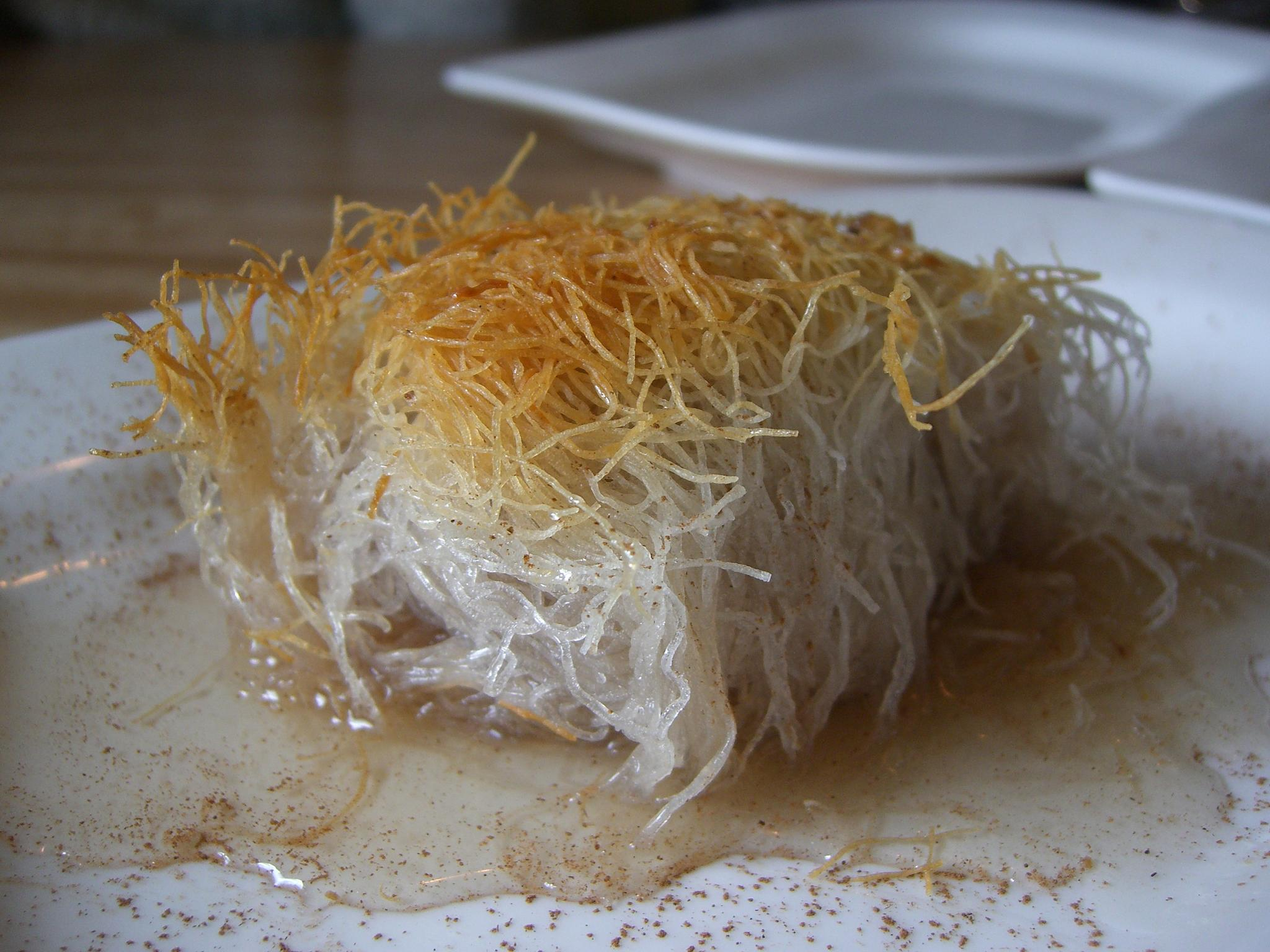
그리스식 카다이피
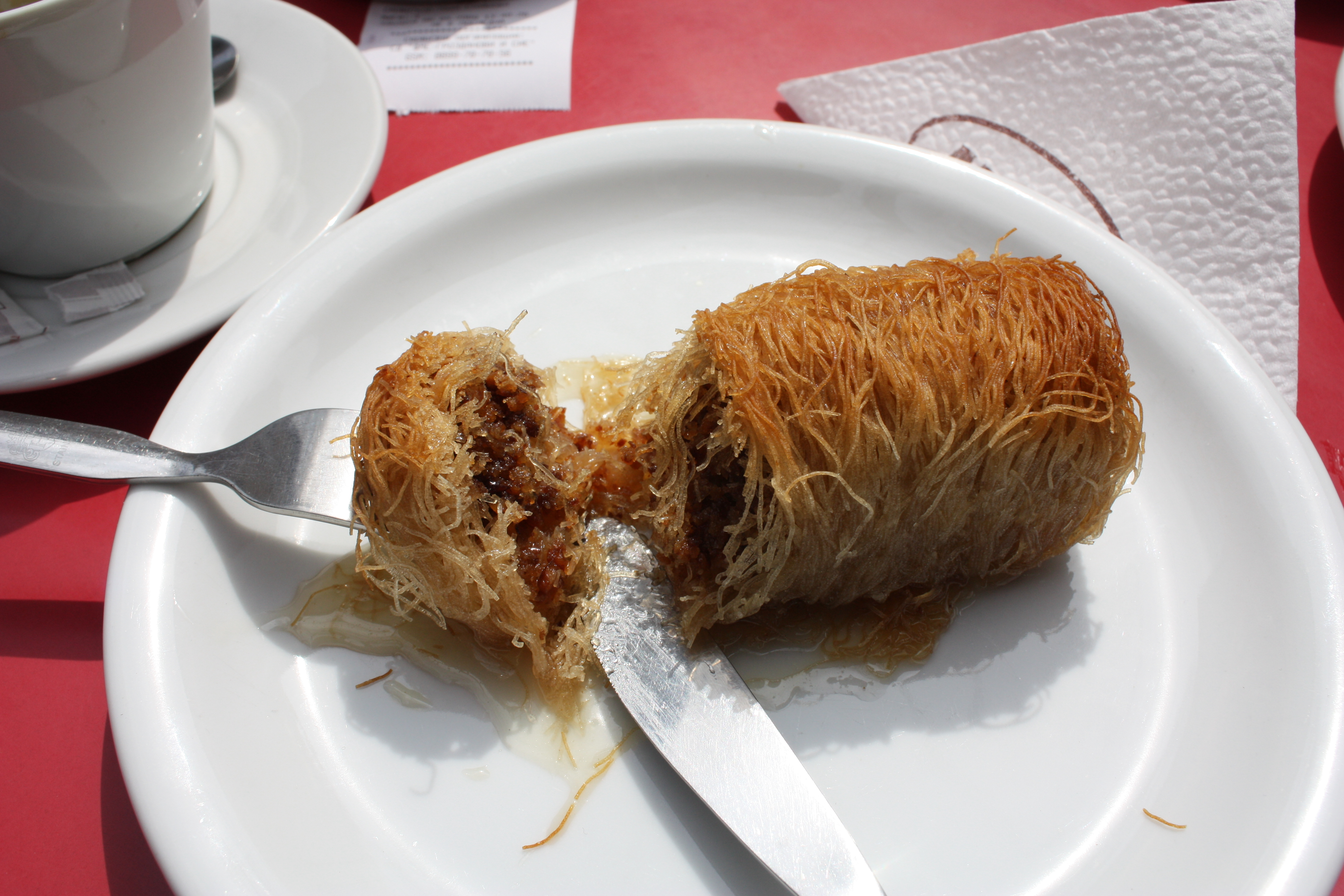
불가리아식 카다이프
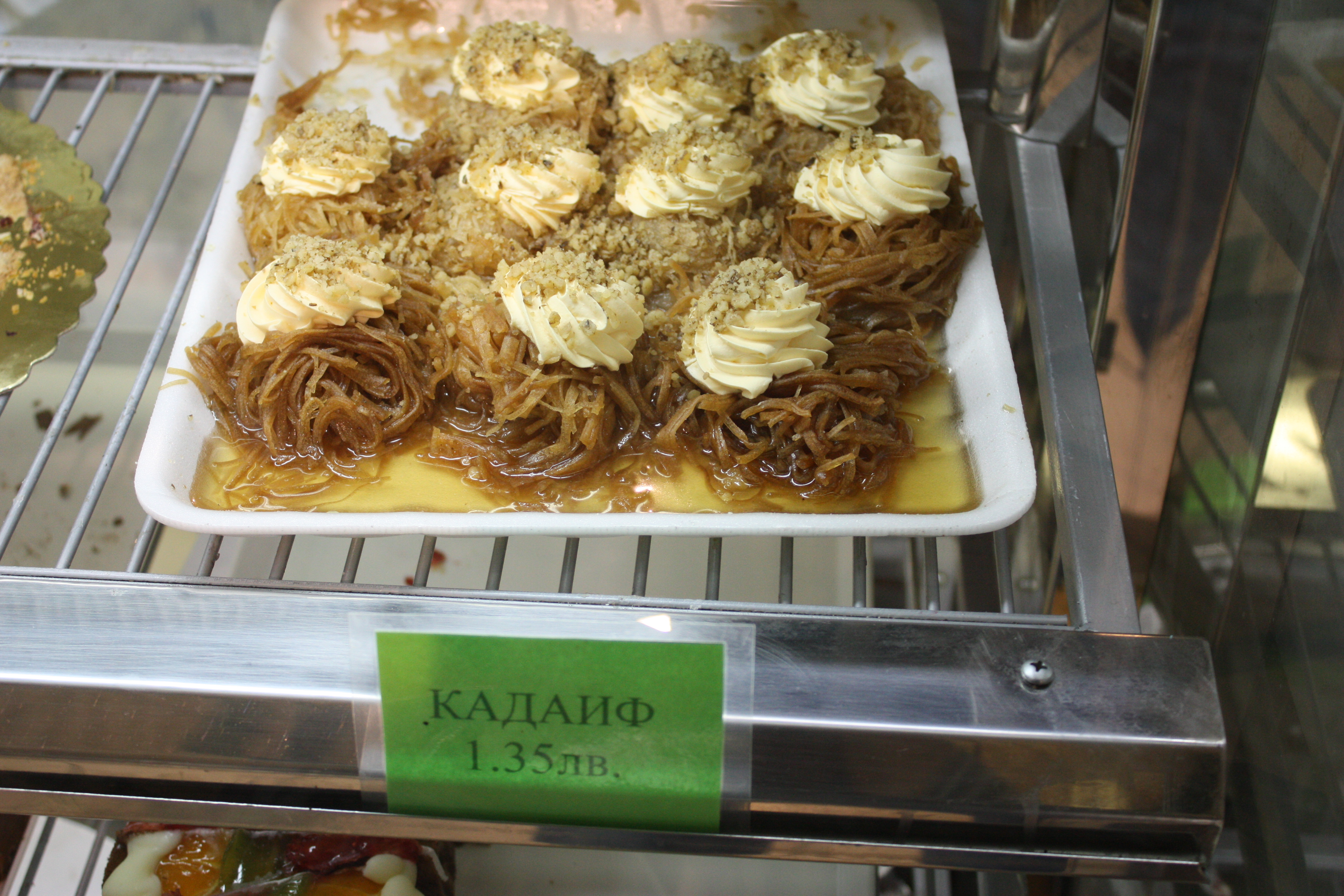
불가리아식 카다이프
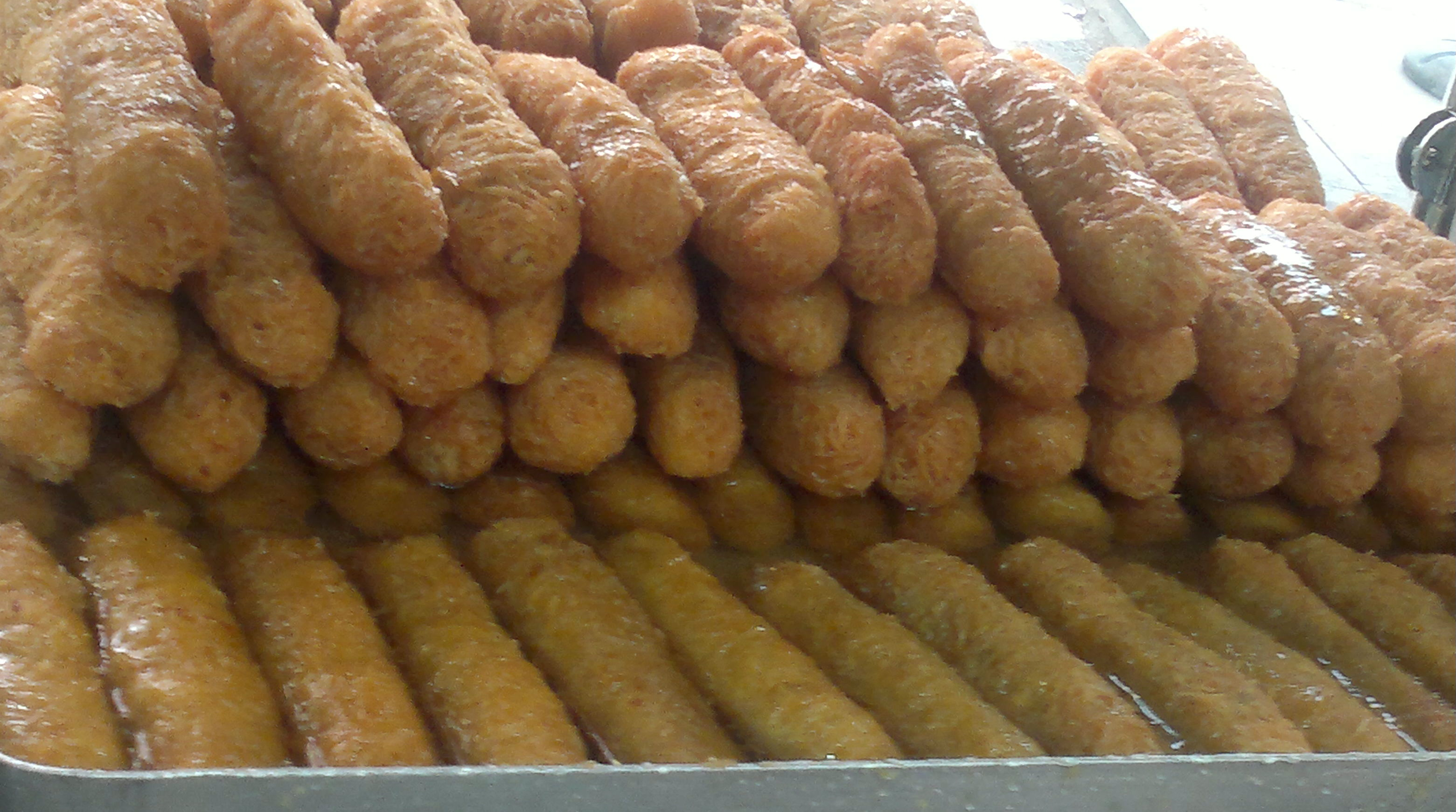
터키식 카다이으프 돌마
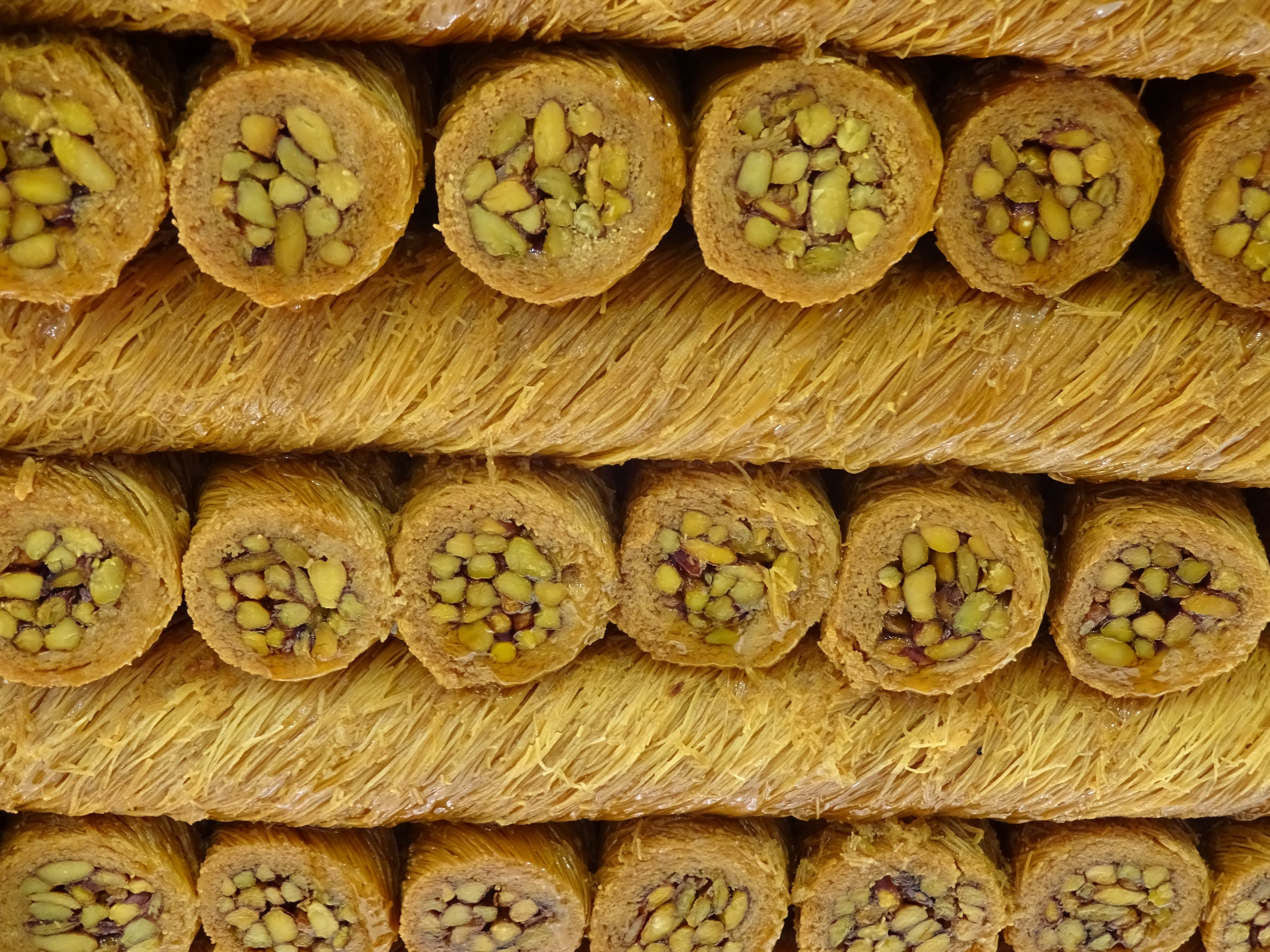
터키식 카다이으프 돌마

## 같이 보기
- 까타이프
- 바클라바
- 퀴네페
- 소를 넣은 음식 목록